# Willi Herren/Diskografie
Diese Diskografie ist eine Übersicht über die musikalischen Werke des deutschen Schlagersängers Willi Herren. Seine erfolgreichste Veröffentlichung ist die Single Wer bist denn du?, die Rang 91 der deutschen Singlecharts erreichte.

## Alben

### Kompilationen
| Jahr | Titel Musiklabel                                           | Anmerkungen                                                          |
| ---- | ---------------------------------------------------------- | -------------------------------------------------------------------- |
| 2009 | Greatest Hits / Lobet den Herren (Neuauflage) Xtreme Sound | Erstveröffentlichung: 18. Dezember 2009 Neuauflage: 14. Oktober 2011 |
| 2010 | Meine Besten Da Records                                    | Erstveröffentlichung: 24. September 2010                             |

## Singles

### Als Leadmusiker
| Jahr | Titel Album                                                            | Höchstplatzierung, Gesamtwochen, AuszeichnungChartplatzierungen (Jahr, Titel, Album, Platzierungen, Wochen, Auszeichnungen, Anmerkungen) | Höchstplatzierung, Gesamtwochen, AuszeichnungChartplatzierungen (Jahr, Titel, Album, Platzierungen, Wochen, Auszeichnungen, Anmerkungen) | Höchstplatzierung, Gesamtwochen, AuszeichnungChartplatzierungen (Jahr, Titel, Album, Platzierungen, Wochen, Auszeichnungen, Anmerkungen) | Anmerkungen                                                                                             |
| Jahr | Titel Album                                                            | DE | AT | CH | Anmerkungen                                                                                             |
| ---- | ---------------------------------------------------------------------- | --- | --- | --- | --- |
| 1996 | Free Your Soul –                                                       | — | — | — | Erstveröffentlichung: 1996 als Willy                                                                    |
| 2005 | Wer bist denn du? –                                                    | DE91 (1 Wo.)DE | — | — | Erstveröffentlichung: 17. Januar 2005 Original: Mouth & MacNeal – How Do You Do?                        |
| 2005 | Hör mir auf –                                                          | — | — | — | Erstveröffentlichung: 26. Juli 2005                                                                     |
| 2005 | Ich glaub es geht schon wieder los Meine Besten                        | — | — | — | Erstveröffentlichung: 21. Oktober 2005 Original: Roland Kaiser                                          |
| 2005 | Everybody / Free Your Soul –                                           | — | — | — | Erstveröffentlichung: 2005                                                                              |
| 2006 | 1000 und 1 Nacht Greatest Hits • Meine Besten                          | — | — | — | Erstveröffentlichung: 18. August 2006 Original: Klaus Lage Band                                         |
| 2006 | Brown Girl in the Ring Greatest Hits • Meine Besten                    | — | — | — | Erstveröffentlichung: 18. August 2006 Original: Boney M.                                                |
| 2006 | Doris du geile Schlange Greatest Hits • Meine Besten                   | — | — | — | Erstveröffentlichung: 18. August 2006                                                                   |
| 2006 | King of the Ring Greatest Hits                                         | — | — | — | Erstveröffentlichung: 18. August 2006                                                                   |
| 2006 | Isch kann doch nix dafür Greatest Hits • Meine Besten                  | — | — | — | Erstveröffentlichung: 18. August 2006                                                                   |
| 2007 | Auf Majas Blumenwiese Greatest Hits • Meine Besten                     | — | — | — | Erstveröffentlichung: 2007                                                                              |
| 2008 | Michaela … (du Luder) Greatest Hits • Meine Besten                     | — | — | — | Erstveröffentlichung: 6. August 2008 Original: Bata Illic                                               |
| 2009 | Guten Morgen liebe Sorgen Meine Besten                                 | — | — | — | Erstveröffentlichung: 21. Dezember 2009 Original: Jürgen von der Lippe                                  |
| 2010 | Ich war noch niemals in New York Lobet den Herren • Meine Besten       | — | — | — | Erstveröffentlichung: 14. Juni 2010 Original: Udo Jürgens                                               |
| 2010 | Nachts wenn alles schläft (Solltest du feiern gehn) Lobet den Herren   | — | — | — | Erstveröffentlichung: 17. Dezember 2010 Original: Howard Carpendale                                     |
| 2011 | Da sprach der alte Häuptling der Indianer Greatest Hits • Meine Besten | — | — | — | Erstveröffentlichung: 7. April 2011 Original: Gus Backus                                                |
| 2011 | Das Lied der Schlümpfe Lobet den Herren                                | — | — | — | Erstveröffentlichung: 17. Juni 2011 mit Remmi Demmi Boys Original: Vader Abraham – ’t Smurfenlied       |
| 2011 | Wir rocken diese Stadt –                                               | — | — | — | Erstveröffentlichung: 21. Dezember 2011                                                                 |
| 2012 | In allen vier Ecken –                                                  | — | — | — | Erstveröffentlichung: 7. Dezember 2012                                                                  |
| 2013 | Scheiß drauf! Mallorca ist nur einmal im Jahr –                        | — | — | — | Erstveröffentlichung: 18. Juni 2013 Original: Peter Wackel                                              |
| 2013 | Schwarzbraun ist die Haselnuss –                                       | — | — | — | Erstveröffentlichung: 18. November 2013 Original: Heino                                                 |
| 2014 | Das war schon immer so –                                               | — | — | — | Erstveröffentlichung: 23. April 2014                                                                    |
| 2014 | Da geht er hoch –                                                      | — | — | — | Erstveröffentlichung: 28. April 2014                                                                    |
| 2015 | Wir sind immer noch hier –                                             | — | — | — | Erstveröffentlichung: 16. Januar 2015 feat. Rebecca Siemoneit-Barum                                     |
| 2015 | Mallorca Hymne / Kölle Hymne* (Neuauflage) –                           | — | — | — | Erstveröffentlichung: 17. April 2015 Neuauflage: 6. November 2015 * mit Kölner Jugendchor Sankt Stephan |
| 2015 | Is mir egal –                                                          | — | — | — | Erstveröffentlichung: 22. Mai 2015 feat. Kazim                                                          |
| 2015 | Ich geh mit meiner Laterne –                                           | — | — | — | Erstveröffentlichung: 26. Juni 2015                                                                     |
| 2015 | Der Mann hinter dem Bauch –                                            | — | — | — | Erstveröffentlichung: 11. Dezember 2015                                                                 |
| 2016 | Das ist unser Tag –                                                    | — | — | — | Erstveröffentlichung: 22. April 2016                                                                    |
| 2016 | Vor, zurück –                                                          | — | — | — | Erstveröffentlichung: 27. April 2016 mit Ikke Hüftgold                                                  |
| 2016 | Loop di Love –                                                         | — | — | — | Erstveröffentlichung: 5. Mai 2016                                                                       |
| 2016 | La La Song –                                                           | — | — | — | Erstveröffentlichung: 3. Juni 2016 feat. Jay Select                                                     |
| 2016 | Trink Brüderlein trink –                                               | — | — | — | Erstveröffentlichung: 29. Juli 2016                                                                     |
| 2016 | Der Müller –                                                           | — | — | — | Erstveröffentlichung: 16. September 2016 mit Sven Skutnik                                               |
| 2017 | Annemarie (Schatzi ade) –                                              | — | — | — | Erstveröffentlichung: 13. Januar 2017                                                                   |
| 2017 | Alkohol Blues –                                                        | — | — | — | Erstveröffentlichung: 2. Juni 2017                                                                      |
| 2017 | Wap Bap –                                                              | — | — | — | Erstveröffentlichung: 11. August 2017 mit DJ Düse Original: Bibi H. – How It Is (Wap Bap …)             |
| 2018 | Nachttischlampe –                                                      | — | — | — | Erstveröffentlichung: 2. März 2018 mit DJ Düse                                                          |
| 2018 | Wir sind Deutschland –                                                 | — | — | — | Erstveröffentlichung: 14. Juni 2018                                                                     |
| 2018 | Was kann uns keiner nehmen –                                           | — | — | — | Erstveröffentlichung: 20. Juli 2018                                                                     |
| 2018 | Acht Milliarden Herzen –                                               | — | — | — | Erstveröffentlichung: 31. August 2018                                                                   |
| 2019 | Mein Ding –                                                            | — | — | — | Erstveröffentlichung: 11. Januar 2019 Original: Udo Lindenberg                                          |
| 2019 | Mary Jane –                                                            | — | — | — | Erstveröffentlichung: 6. September 2019                                                                 |
| 2019 | Geiler Scheiß –                                                        | — | — | — | Erstveröffentlichung: 15. November 2019 feat. Kevin Reumann                                             |
| 2020 | Fiesta Mexicana –                                                      | — | — | — | Erstveröffentlichung: 24. Januar 2020 mit Eddy Gòmez; Original: Rex Gildo                               |

### Als Gastmusiker
| Jahr | Titel Album | Höchstplatzierung, Gesamtwochen, AuszeichnungChartplatzierungen (Jahr, Titel, Album, Platzierungen, Wochen, Auszeichnungen, Anmerkungen) | Höchstplatzierung, Gesamtwochen, AuszeichnungChartplatzierungen (Jahr, Titel, Album, Platzierungen, Wochen, Auszeichnungen, Anmerkungen) | Höchstplatzierung, Gesamtwochen, AuszeichnungChartplatzierungen (Jahr, Titel, Album, Platzierungen, Wochen, Auszeichnungen, Anmerkungen) | Anmerkungen                                                                                                 |
| Jahr | Titel Album | DE | AT | CH | Anmerkungen                                                                                                 |
| ---- | --- | --- | --- | --- | --- |
| 2014 | So gehn die Gauchos (so gehn die Deutschen) / So gehn die Deutschen (So gehen die Holländer)* (Neuauflage) Ballerpunk | DE99 (1 Wo.)DE | — | — | Erstveröffentlichung: 22. Juli 2014 Neuauflage: 10. Juni 2016 vs. Ikke Hüftgold                             |
| 2014 | Wir sind der Megapark –                                                                                               | — | — | — | Erstveröffentlichung: 25. Juli 2014 als Teil der „Megapark Allstars“                                        |
| 2016 | Alles nur geklaut –                                                                                                   | — | — | — | Erstveröffentlichung: 3. Juni 2016 Die Herren Kloss feat. Willi Herren & Marco Kloss; Original: Die Prinzen |

## Sonderveröffentlichungen
| Jahr | Titel Album                                            | Anmerkungen                                                                                             |
| ---- | ------------------------------------------------------ | --- |
| 2007 | Ein Freund, ein guter Freund Heut’ ist mein Tag!       | Erstveröffentlichung: 28. Juni 2007 Jürgen feat. Libero 5 & Willi Herren; Original: Comedian Harmonists |
| 2016 | So gehn die Gauchos (so gehn die Deutschen) Ballerpunk | Erstveröffentlichung: 15. Januar 2016 Ikke Hüftgold vs. Willi Herren                                    |

## Statistik

### Chartauswertung
|                       | DE    | AT    | CH    |
| --------------------- | ----- | ----- | ----- |
| Nummer-eins-Singles   | DE—DE | AT—AT | CH—CH |
| Top-10-Singles        | DE—DE | AT—AT | CH—CH |
| Singles in den Charts | DE2DE | AT—AT | CH—CH |